# Lobelia physaloides
Lobelia physaloides là loài thực vật có hoa trong họ Hoa chuông. Loài này được A.Cunn. mô tả khoa học đầu tiên năm 1839.